# Лусака
Лусака — столиця та найбільше місто Замбії, її політичний, індустріальний та культурний центр. Населення — 3,1 млн осіб (2007 рік).

## Географія
Лусака розташована у центральній частині країни, на висоті 1280 м над рівнем моря в тропічній зоні з субекваторіальним кліматом.

## Клімат
Тут явно виділяються три сезони: дощовий і теплий (листопад-квітень), сухий і прохолодний (травень-липень), теплий і сухий (серпень-жовтень). Найтепліший місяць в Лусаці — січень, стовпчик термометра в цей час піднімається до +21 градуса, у липні температура повітря знижується до +15.
Середньорічна норма опадів становить близько 850 мм, причому велика частина випадає у вигляді дощу з листопада по квітень.
| Клімат Лусаки                              | Клімат Лусаки | Клімат Лусаки | Клімат Лусаки | Клімат Лусаки | Клімат Лусаки | Клімат Лусаки | Клімат Лусаки | Клімат Лусаки | Клімат Лусаки | Клімат Лусаки | Клімат Лусаки | Клімат Лусаки | Клімат Лусаки |
| Показник                                   | Січ.          | Лют.          | Бер.          | Квіт.         | Трав.         | Черв.         | Лип.          | Серп.         | Вер.          | Жовт.         | Лист.         | Груд.         | Рік           |
| Абсолютний максимум, °C                    | 39,6          | 36,4          | 33,6          | 33,0          | 32,0          | 29,9          | 29,7          | 33,5          | 38,5          | 37,2          | 38,6          | 33,9          | 39,6          |
| Середній максимум, °C                      | 27,4          | 27,4          | 27,5          | 27,1          | 25,8          | 23,8          | 24,0          | 26,5          | 30,3          | 31,7          | 30,4          | 27,7          | 27,5          |
| Середня температура, °C                    | 21,5          | 21,5          | 21,1          | 19,9          | 17,4          | 15,2          | 14,9          | 17,3          | 21,3          | 23,5          | 23,4          | 21,7          | 19,9          |
| Середній мінімум, °C                       | 17,6          | 17,4          | 16,4          | 14,0          | 10,7          | 7,8           | 7,2           | 9,2           | 12,9          | 16,2          | 17,4          | 17,8          | 13,7          |
| Абсолютний мінімум, °C                     | 13,0          | 12,9          | 10,0          | 8,0           | 5,4           | 0,2           | 0,7           | 2,8           | 5,8           | 9,0           | 10,8          | 10,4          | 0,2           |
| Середня кількість сонячних годин на місяць | 176,7         | 168,0         | 220,1         | 246,0         | 275,9         | 270,0         | 294,5         | 303,8         | 291,0         | 272,8         | 234,0         | 182,9         | 2935,7        |
| Норма опадів, мм                           | 245.4         | 185.9         | 95.0          | 34.7          | 3.1           | 0.0           | 0.1           | 0.4           | 1.7           | 18.4          | 89.3          | 208.1         | 882.1         |
| Днів з опадами                             | 18            | 15            | 10            | 3             | 0             | 0             | 0             | 0             | 0             | 2             | 8             | 16            | 72            |
| Вологість повітря, %                       | 82.3          | 82.5          | 80.7          | 75.8          | 69.3          | 65.2          | 61.1          | 53.6          | 46.3          | 48.6          | 60.2          | 78.6          | 67.0          |
| ------------------------------------------ | ------------- | ------------- | ------------- | ------------- | ------------- | ------------- | ------------- | ------------- | ------------- | ------------- | ------------- | ------------- | ------------- |
| Джерело: NOAA                              |               |               |               |               |               |               |               |               |               |               |               |               |               |

У сезон дощів спостерігається затоплення ґрунтів і утворення непрохідних боліт, у цей час місто підтримує зв'язок з світом лише завдяки наявності шосейних доріг.

## Фауна та фауна
В околицях Лусаки збереглася природна рослинність саван та саванних рідколісь.
Фауна в околицях столиці представлена популяціями слонів, антилоп, зебр, жирафів, а також хижими тваринами. Вельми різноманітний світ птахів, крім місцевих видів, тут зустрічаються перелітні види з півночі. В межі міста нерідко попадається муха цеце — основний переносник збудників сонної хвороби.

## Історія
Лусака — порівняно молоде місто, побудоване в 1905 році на місці невеликого села, населення якого займалося переважно сільськогосподарською діяльністю. Нове місто повинне було стати опорним пунктом Замбії, економіка якої переживала період підйому, чому значною мірою сприяло збереження високих цін на мідь на світовому ринку і допомогу іноземних держав, на шляху проходження потягів по новій залізничній лінії Лівінгстон — Броккен-Гілл (нині Кабве).
Місто, планування якого передбачало наявність упорядкованих кварталів європейського типу, було назване на честь одного з племінних вождів. Таким чином, у зовнішності і назві майбутньої столиці незалежної держави гармонійно з'єдналися місцеві традиції і найкращі європейські досягнення.
У 1931 році Лусака стала адміністративним центром британського протекторату Північна Родезія, а в 1964, у результаті проголошення Замбії незалежною республікою, Лусака столицею нової держави. Поступово місто перетворилося на найбільший політичний центр Замбії, тут відбувалися найважливіші політичний події (вибори президентів і членів палат парламенту, ухвалення нової конституції 1991 року і ін.) Спостерігалися істотні зміни в культурному житті столиці і економіці. За сприяння китайських властей від Лусаки була прокладена залізнична лінія до танзанійського порту Дар-ес-Салам

## Населення
Лусака — найбільше місто Замбії, чисельність його населення становить понад 1,7 млн осіб.

### Етнічний склад
Етнічний склад столиці представлений в основному народами мовної сім'ї банту — це племена бемба, тонга, лозі, чева, малаві, ньяндака та інші. Зустрічається також невелика кількість вихідців з країн Європи.

### Мова
Офіційною мовою, якою говорять багато столичних жителів, є англійська. Неофіційне міжособове спілкування здійснюється за допомогою місцевих діалектів (бемба, лозі, лувале, тонга, ньянджа).

### Релігія
Велика частина столичного населення дотримується традиційних місцевих вірувань, зустрічаються християни, серед яких переважають католики і протестанти.

## Культура
Лусака — культурний центр Замбії.
Театри
Є декілька кінотеатрів і невеликий театр, на сцені якого здійснюють постановки місцеві любительські колективи.
Музеї
Антропологічний музей і село-музей африканського побуту. Особливої уваги заслуговує згадка про Музей співтовариства Зінту, що представляє увазі відвідувачів традиційне прикладне мистецтво народів, що проживають на території Замбії.

## Освіта
Тут зосереджена велика частина навчальних закладів країни. У місті діє університет Замбії (при ньому є Інститут по вивченню Африки), працюють також технічний, педагогічний, сільськогосподарський коледжі, міська бібліотека.

## Наука
У Лусаці знаходяться Національна рада з наукових досліджень і товариство охорони диких тварин і природи Замбії.

## Пам'ятки
Місто небагате архітектурними та історичними пам'ятниками, проте в ньому є безліч галерей, де виставляються роботи місцевих художників. Найкращими з таких виставкових центрів по праву вважаються Візуальна галерея образотворчого мистецтва Генрі Тайялі в районі Шоуграундс, Галерея Мпала і Сад скульптури в готелі «Гарден Гаус», розташовані недалеко від центру.
Ще однією визначною пам'яткою Лусаки є ремісничий ринок Камвала, що займає декілька торгових кварталів на південь від центральних районів. Цей ринок розташований просто неба і своєю строкатістю і шумом нагадує східні базари.
Також до визначних пам'яток міста можна віднести Національний музей, англіканський собор Святого Розп'яття, зоопарк і ботанічний парк.